# Shahin Tehran Football Club
El Shahin Tehran Football Club (en persa: باشگاه فوتبال شاهین تهران‎, romanizado: Shāhīn) es un equipo de fútbol iraní que actualmente juega en la Tehran Province league de la liga iraní de fútbol.

## Historia
Fue fundado en el año 1942 en la ciudad de Teherán con el nombre Shahin Tehran Football Club. Desde 1967 hasta 1973, la Organización de Deportes de Irán decidió disolver el club junto con otros tres equipos. En 1973 volvieron a la liga, bajo el nombre de Shabaz FC. Jugaron la mayor cantidad de partidos en la Tehran Province league hasta 1976, considerándose la mayor división del país, y jugando posteriormentw en la Copa Takht Jamshid tras quedar en primera posición en liga. Tras la adaptación de la liga, su mayor éxito es disputar la Tercera División de Irán, desde 2009 a 2012, año en el que descendió de división tras finaliazar en duodécimo lugar.

## Nombres Anteriores
Estos son los nombres del club a lo largo de su historia:
- Shahin FC (1942-1967)
- Shabaz FC (1973-1979)
- Shahin FC (1979- )

## Estadísticas
| Temporada | Liga     | Liga                                       | Liga                                       | Liga                                       | Liga                                       | Liga                                       | Liga                                       | Liga                                       | Liga                                       | Copa Hazfi    | Notas                                                       | Máximo goleador         | Máximo goleador | Entrenador                            |
| Temporada | División | P                                          | G                                          | E                                          | P                                          | GF                                         | GC                                         | Pts                                        | Pos                                        | Copa Hazfi    | Notas                                                       | Nombre                  | Goles           | Entrenador                            |
| --------- | -------- | ------------------------------------------ | ------------------------------------------ | ------------------------------------------ | ------------------------------------------ | ------------------------------------------ | ------------------------------------------ | ------------------------------------------ | ------------------------------------------ | ------------- | ----------------------------------------------------------- | ----------------------- | --------------- | ------------------------------------- |
| 1965-66   | TFL      | 12                                         | 11                                         | 0                                          | 1                                          | 36                                         | 8                                          | 22                                         | 1º                                         |               |                                                             |                         |                 | Parviz Dehdari                        |
| 1966-67   | TFL      | 11                                         | 6                                          | 2                                          | 3                                          | 23                                         | 11                                         | 14                                         | 4º                                         |               |                                                             |                         |                 | Parviz Dehdari                        |
| 1967-68   | TFL      | Shahin se disolvió                         | Shahin se disolvió                         | Shahin se disolvió                         | Shahin se disolvió                         | Shahin se disolvió                         | Shahin se disolvió                         | Shahin se disolvió                         | Shahin se disolvió                         | No se disputó |                                                             |                         |                 |                                       |
| 1968-69   | TFL      | No participó                               | No participó                               | No participó                               | No participó                               | No participó                               | No participó                               | No participó                               | No participó                               |               |                                                             |                         |                 |                                       |
| 1969-70   | TFL      | No participó                               | No participó                               | No participó                               | No participó                               | No participó                               | No participó                               | No participó                               | No participó                               |               |                                                             |                         |                 |                                       |
| 1970-71   | TFL      | No participó                               | No participó                               | No participó                               | No participó                               | No participó                               | No participó                               | No participó                               | No participó                               |               |                                                             |                         |                 | Nazem Ganjapour                       |
| 1971-72   | TFL      | No participó                               | No participó                               | No participó                               | No participó                               | No participó                               | No participó                               | No participó                               | No participó                               |               |                                                             |                         |                 | Nazem Ganjapour                       |
| 1972-73   | TFL      | No participó                               | No participó                               | No participó                               | No participó                               | No participó                               | No participó                               | No participó                               | No participó                               |               |                                                             |                         |                 | Nazem Ganjapour                       |
| 1973-74   | TFL      | 11                                         | 4                                          | 4                                          | 3                                          | 11                                         | 12                                         | 12                                         | 5º                                         |               |                                                             |                         |                 |                                       |
| 1974-75   | TFL      | 13                                         | 0                                          | 7                                          | 6                                          | 6                                          | 13                                         | 7                                          | 13º                                        |               |                                                             |                         |                 |                                       |
| 1975-76   | TFL      | 13                                         | 11                                         | 2                                          | 0                                          | 27                                         | 9                                          | 24                                         | 1º                                         |               | Ascendido a la Copa Takht Jamshid                           |                         |                 | Bagher Sepahsalari / Mehrab Shahrokhi |
| 1976-77   | TJC      | 30                                         | 13                                         | 10                                         | 7                                          | 36                                         | 24                                         | 36                                         | 3º                                         |               |                                                             | Gholam Hossein Mazloumi | 19              | Alan Rogers                           |
| 1977-78   | TJC      | 30                                         | 7                                          | 13                                         | 10                                         | 31                                         | 29                                         | 27                                         | 11º                                        | No se disputó |                                                             | Mohammad Reza Adelkhani | 10              |                                       |
| 1978-79   | TJC      | No completado debido a la Revolución iraní | No completado debido a la Revolución iraní | No completado debido a la Revolución iraní | No completado debido a la Revolución iraní | No completado debido a la Revolución iraní | No completado debido a la Revolución iraní | No completado debido a la Revolución iraní | No completado debido a la Revolución iraní | No se disputó |                                                             |                         |                 | Frans van Balkom                      |
| 1981-82   | TFL      | 13                                         | 3                                          | 9                                          | 1                                          | 10                                         | 5                                          | 15                                         | 6º                                         | No se disputó |                                                             |                         |                 | Kazem Rahimi                          |
| 1982-83   | TFL      | 17                                         | 8                                          | 3                                          | 6                                          | 20                                         | 17                                         | 19                                         | 6º                                         | No se disputó |                                                             |                         |                 | Nasser Ebrahimi                       |
| 1983-84   | TFL      | 17                                         | 7                                          | 4                                          | 7                                          | 15                                         | 11                                         | 18                                         | 7º                                         | No se disputó |                                                             |                         |                 | Nasser Ebrahimi                       |
| 1984-85   | TFL      | No se finalizó                             | No se finalizó                             | No se finalizó                             | No se finalizó                             | No se finalizó                             | No se finalizó                             | No se finalizó                             | No se finalizó                             | No se disputó |                                                             | Karim Bavi              | 9               | Mehrab Shahrokhi                      |
| 1985-86   | TFL      | 9                                          | 7                                          | 2                                          | 0                                          | 20                                         | 4                                          | 16                                         | 2º                                         | No se disputó |                                                             |                         |                 |                                       |
| 1986-87   | TFL      | 8                                          | 6                                          | 2                                          | 0                                          | 17                                         | 5                                          | 14                                         | 2º                                         |               |                                                             |                         |                 | Nasrollah Abdollahi                   |
| 1987-88   | TFL      | 17                                         | 5                                          | 7                                          | 5                                          | 11                                         | 11                                         | 17                                         | 7º                                         |               |                                                             |                         |                 | Nasrollah Abdollahi                   |
| 1988-89   | TFL      | 16                                         | 6                                          | 3                                          | 7                                          | 12                                         | 9                                          | 21                                         | 9º                                         |               |                                                             |                         |                 | Akbar Maleki / Amir Agha Hossieni     |
| 1989-90   | TFL      | 15                                         | 6                                          | 8                                          | 1                                          | 16                                         | 7                                          | 20                                         | 4º                                         | No se disputó |                                                             |                         |                 |                                       |
| 1990-91   | TFL      | 17                                         | 3                                          | 9                                          | 5                                          | 14                                         | 16                                         | 15                                         | 9º                                         |               |                                                             |                         |                 | Nasrollah Abdollahi                   |
| 1991-92   | TFL      | 15                                         | 4                                          | 7                                          | 4                                          | 16                                         | 14                                         | 15                                         | 7º                                         |               |                                                             |                         |                 |                                       |
| 1992-93   | TFL      | 26                                         | 4                                          | 11                                         | 11                                         | 15                                         | 27                                         | 19                                         | 11º                                        | No se disputó | Descendido a la Segunda División de Irán                    |                         |                 |                                       |
| 1993-94   | TFL2     |                                            |                                            |                                            |                                            |                                            |                                            |                                            |                                            |               |                                                             |                         |                 |                                       |
| 1994-95   | TFL2     |                                            |                                            |                                            |                                            |                                            |                                            |                                            |                                            |               | Ascendido a la liga provincial de Teherán                   |                         |                 |                                       |
| 1995-96   | TFL      | 14                                         | 5                                          | 4                                          | 5                                          | 11                                         | 12                                         | 19                                         | 6º                                         |               |                                                             |                         |                 |                                       |
| 1996-97   | TFL      | 15                                         | 3                                          | 5                                          | 7                                          | 9                                          | 21                                         | 14                                         | 15º                                        |               | Descendido a la segunda división de la provincia de Teherán |                         |                 |                                       |
| 1997-98   | TFL2     |                                            |                                            |                                            |                                            |                                            |                                            |                                            |                                            | No se disputó |                                                             |                         |                 |                                       |
| 1998-99   | TFL2     |                                            |                                            |                                            |                                            |                                            |                                            |                                            |                                            |               |                                                             |                         |                 |                                       |
| 1999-00   | TFL2     |                                            |                                            |                                            |                                            |                                            |                                            |                                            |                                            |               |                                                             |                         |                 |                                       |
| 2000-01   | TFL2     |                                            |                                            |                                            |                                            |                                            |                                            |                                            |                                            |               |                                                             |                         |                 |                                       |
| 2001-02   | TFL2     |                                            |                                            |                                            |                                            |                                            |                                            |                                            |                                            |               |                                                             |                         |                 |                                       |
| 2002-03   | TFL2     |                                            |                                            |                                            |                                            |                                            |                                            |                                            |                                            |               |                                                             |                         |                 |                                       |
| 2003-04   | TFL2     |                                            |                                            |                                            |                                            |                                            |                                            |                                            |                                            |               | Ascendido a la Liga provincial de Teherán                   |                         |                 |                                       |
| 2004-05   | TFL      | 15                                         | 5                                          | 4                                          | 6                                          | 27                                         | 25                                         | 21                                         | 7º                                         |               |                                                             |                         |                 |                                       |
| 2005-06   | TFL      |                                            |                                            |                                            |                                            |                                            |                                            |                                            |                                            |               |                                                             |                         |                 |                                       |
| 2006-07   | TFL      |                                            |                                            |                                            |                                            |                                            |                                            |                                            |                                            |               |                                                             |                         |                 |                                       |
| 2007-08   | TFL      |                                            |                                            |                                            |                                            |                                            |                                            |                                            |                                            |               |                                                             |                         |                 |                                       |
| 2008-09   | TFL      |                                            |                                            |                                            |                                            |                                            |                                            |                                            |                                            |               | Ascendido a la Tercera División de Irán                     |                         |                 |                                       |
| 2009-10   | Div 3    | 22                                         | 12                                         | 5                                          | 5                                          | 43                                         | 26                                         | 41                                         | 2º                                         |               |                                                             |                         |                 |                                       |
| 2010-11   | Div 3    | 22                                         | 11                                         | 7                                          | 4                                          | 34                                         | 20                                         | 10                                         | 4º                                         |               |                                                             |                         |                 |                                       |
| 2011-12   | Div 3    | 22                                         | 1                                          | 5                                          | 16                                         | 18                                         | 62                                         | 8                                          | 12º                                        |               | Descendido a la Segunda división de Teherán                 |                         |                 |                                       |
| 2012-13   | TFL      |                                            |                                            |                                            |                                            |                                            |                                            |                                            |                                            |               |                                                             |                         |                 |                                       |
| 2013-14   | TFL      |                                            |                                            |                                            |                                            |                                            |                                            |                                            |                                            |               |                                                             |                         |                 |                                       |
| 2014-15   | TFL      |                                            |                                            |                                            |                                            |                                            |                                            |                                            |                                            |               |                                                             |                         |                 |                                       |

| - P = Partidos - G = Partidos ganados - E = Partidos empatados - P = Partidos perdidos - GF = Goles a favor - GC = Goles en contra - Pts = Puntos - Pos = Posición final - TJC = Copa Takht Jamshid - TFL = Tehran Football League - TFL2 = Tehran Football League's Segunda División - Div 3 = Tercera División |

| Campeón | Subcampeón |

## Jugadores

### Futbolistas destacados
| - Nasrollah Abdollahi - Mohammad Reza Adelkhani - Amirhoshang Nikkhah Bahrami - Ali Gholami Morcheh Khorti - Karim Bavi - Homayoun Behzadi - Parviz Dehdari - Bahram Mavaddat - Mehdi Dinvarzadeh - Firooz Eftekhar-Zadeh - Hossein Fekri - Amir Ghalenoei - Ebrahim Ghasempour - Mahmoud Haghighian - Ebrahim Ashtiani - Hamid Jasemian | - Nasser Hejazi - Hossein Kalani - Jafar Kashani - Jafar Namdar - Keyvan Fouladi Rad - Mohammad Sadeghi - Mehrab Shahrokhi - Mahmoud Shakibi - Mohammad Reza Shakourizadeh - Hamid Shirzadeghan - Masoud Boroumand - Majid Jalali - Farshad Pious - Hamid-Majid Tajmuri - Gholam Hossein Mazloumi |

## Palmarés
- Copa Takht Jamshid (0)
  - Tercer puesto: 1977
  - Líder: 1979 (no se completó debido a la Revolución iraní
- Tehran Football League (7): 1952, 1958, 1959, 1960, 1965, 1966, 1976
  - Subcampeón: 1948, 1950, 1962, 1963, 1986, 1987
- Copa Tehran Hazfi (5): 1948, 1949, 1950, 1963, 1981
  - Subcampeón: 1953, 1957, 1958
- Copa Espandi (1): 1979